# Corte (música)

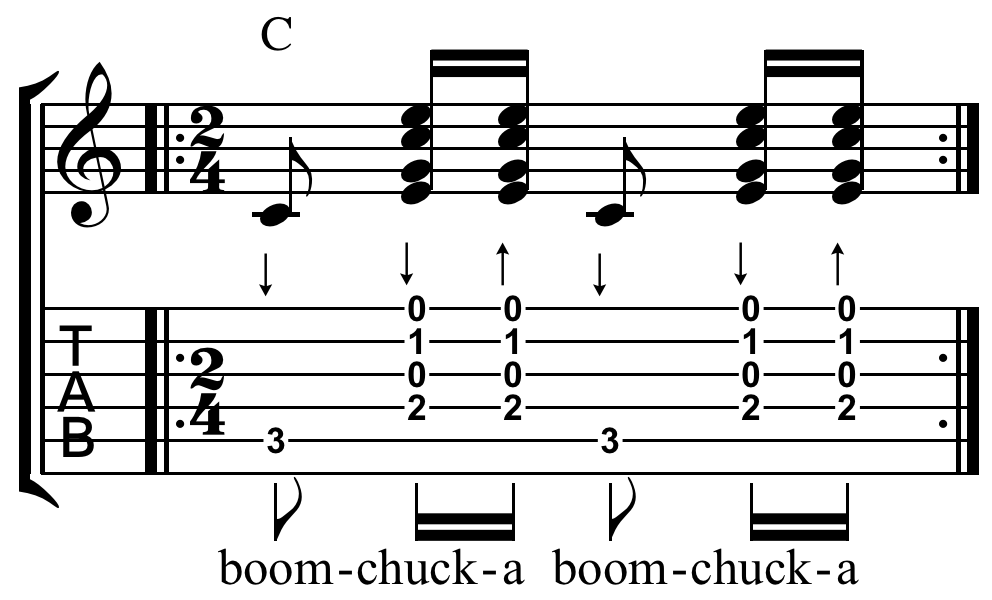
Lick estilo Carter.

Un corte, break o lick  en géneros de música popular como blues, jazz o rock es un tipo de fraseo que consiste en una serie corta de notas usadas en solos, acompañamiento y líneas melódicas. Los licks en el rock son a menudo utilizados a través de una fórmula y la técnica de las  variaciones,  en la cual se conjugan  y desarrollan variantes de ideas simples y comunes durante un solo.
En una banda de jazz, un lick puede ser interpretado durante la improvisación de un solo o bien con acompañamiento o durante un break. Los licks jazzísticos son normalmente fraseos cortos que pueden ser alterados para que puedan ser usados en progresiones armónicas cambiantes.

Un lick es diferente del concepto relacionado de  riff, ya que los riffs pueden incluir progresiones armónicas repetidas. El lick en cambio está más relacionado con líneas melódicas de una sola nota que con progresiones armónicas. Aun así, al igual que los riffs, los licks pueden ser la base de una canción entera. Los riffs  de línea única o licks utilizados como la base de piezas de música clásicas occidentales se denominan ostinatos. Los compositores de jazz contemporáneo también usan ostinati tipo riff- o lick  en la música modal y el  jazz latino.
Un lick puede ser un hook, si como él consiste en "una idea musical, un pasaje o fraseo, que se piensa que creído para ser atractivo y hace que la canción destaque", y "atrapar el oído del espectador". Un lick puede ser incorporado a un fill, el cual es pasaje corto que se toca en la pausa entre fraseos de una melodía. 
Para los músicos, aprender un lick es normalmente una forma de imitación. Imitar el estilo es tan importante como aprender la  escala apropiada en un acorde dado.  Mediante la imitación, los músicos entienden y analizan lo que otros han hecho,  permitiéndoles construir un vocabulario propio.